# Kristín Ólafsdóttir
Kristín Ólafsdóttir, född 1889, död 1971, var en isländsk läkare.
Hon blev 1911 den tredje kvinnan på Island att ta examen, och 1917 den första kvinnliga läkaren i sitt land. 